# Błędów (powiat Grójecki)
Błędów is een dorp in het Poolse woiwodschap Mazovië, in het district Grójecki. De plaats maakt deel uit van de gemeente Błędów en telt 1100 inwoners.